# روبن اوربلی
روبن آبگاری اوربلی (ارمنی: Ռուբեն Աբգարի Օրբելի؛ زاده ۲۶ ژانویهٔ ۱۸۸۰ – درگذشته ۹ مهٔ ۱۹۴۳) باستان‌شناس، تاریخ‌نگار و نظریه‌پرداز حقوق اهل اتحاد شوروی بود که به عنوان بنیانگذار باستان‌شناسی زیر آب اتحاد شوروی شناخته شده‌است. وی برادر بزرگتر هووسپ اوربلی لوون اوربلی می‌باشد.

## زندگی‌نامه
وی در ۲۶ فوریه ۱۸۸۰ در نخجوان، امپراتوری روسیه در خاندان نجیب‌زاده قرون وسطایی به دنیا آمد. روبن اوربلی تحصیلات متوسطه خود را در دبیرستان کلاسیک در تفلیس به پایان رساند. مدتی بعد برای تحصیل به دانشگاه دولتی سن پترزبورگ رفت.  در سال ۱۹۱۸، روبن یکی از بنیانگذاران دانشگاه دولتی تامبوف شد جایی که در آنجا تدریس می‌کرد و سخنرانی می‌کرد. پس از آن به دانشگاه دولتی سن‌پترزبورگ بازگشت و در شعبه آکادمی علوم اتحاد جماهیر شوروی کار کرد. روبن اوربلی در سال ۱۹۳۴ هنگامی که به عنوان مشاور و مورخ در حال فعالیت بود، به پیشنهاد آلکسی کریلوف، به EPRON دعوت شد. وی از ابتدای سال ۱۹۳۷ تا ۱۹۳۹ یک سری از اکتشافات باستان‌شناسی زیر آب را برای دریای سیاه و دیگر حوضه‌های آبی ترتیب داد. پروفسور اوربلی در جریان فعالیت‌های علمی خویش، روشی برای حفظ آثار تاریخی که از زیر آب کشف شده بودند ابداع نمود. وی همچنین اصطلاح باستان‌شناسی زیر آب را در علوم مطرح کرد. روبن اوربلی در ۹ مه ۱۹۴۳ در سن ۵۶ سالگی در مسکو درگذشت و گورستان ارامنه مسکو به خاک سپرده شد.